# Jacques Baumier
Pour les articles homonymes, voir Baumier (homonymie).
Jacques Claude Baumier, né à Sablé-sur-Sarthe le 27 février 1824 et mort à Caen le 19 février 1886, est un architecte, créateur du style régionaliste néo-normand.

## Biographie
Né à Sablé-sur-Sarthe le 27 février 1824, il part à Paris pour suivre des études d'architecture, non pas à l'École des beaux-arts, mais dans une agence d'architectes. Il retourne ensuite dans sa ville natale. Acquis aux idées libérales, il s'oppose à Napoléon III. Il est arrêté et emprisonné en 1852 avant d'être assigné à résidence à Caen. Bénéficiant de soutiens haut placés, il retrouve sa liberté, mais demeure à Caen.
Il fonde en 1858, avec différentes personnalités dont Amédée Renée, la première Société civile immobilière des terrains de Beuzeval, aujourd'hui Houlgate. Nommé par ses associés privés architecte de la ville, il établit le premier plan d’urbanisme de la station balnéaire. En 1859, il commence à construire le Grand Hôtel, l’église et les premières maisons de villégiature, comme le Petit Manoir, en 1860 pour Louis-Léon Paris.
Selon Claude Mignot, il est le créateur du type de la villa néo-normande. Auguste Nicolas, autre architecte caennais contemporain, le décrivait déjà comme « le rénovateur des constructions en bois, inspirées par nos manoirs normands ». De 1877 à sa mort en février 1886, il est conseiller municipal à Caen sous les mandats de Charles-Alfred Bertauld, Paul Toutain et Albert Mériel. Il fait construire une villa au no 4 de l'avenue de Bagatelle afin d'y élire domicile et d'y installer son cabinet. Les travaux commencent en 1883.
L'architecte ne voit pas la fin des travaux de sa villa. Il meurt brutalement le 19 février 1886 à son domicile au no 5 rue aux Lisses (actuelle rue de Geôle, bâtiment détruit en 1944). Il est inhumé dans le caveau familial au cimetière des Quatre-Nations.
Après son décès, son fils René Baumier reprend son cabinet en association avec Auguste Nicolas. Il se charge notamment de l'extension du Grand Hôtel d'Houlgate.

## Œuvres
- Plan d'urbanisme d'Houlgate
- Église d'Houlgate
- Grand Hôtel d'Houlgate (1859) -  Inscrit MH (2000)
- Petit Manoir, Houlgate (1860)
- Château de Hiéville (1870)
- Maison normande, Trouville-sur-Mer (1862)
- Château de Combray, Fauguernon
- Villa Tamaris, Hermanville-sur-Mer (1872)
- Villa de la Mouche, Houlgate (1875)
- Domaine de la Chapelle, La Neuve-Lyre et Neaufles-Auvergny (1876-1879) -  Inscrit MH (2002)
- Manoir de la Monteillerie, Norolles (1881-1885) -  Inscrit MH (1994)
- Villa Baumier, Caen (1885) -  Inscrit MH (2009)
- Pharmacie et entrepôts Mullois à Caen (1896-1897)

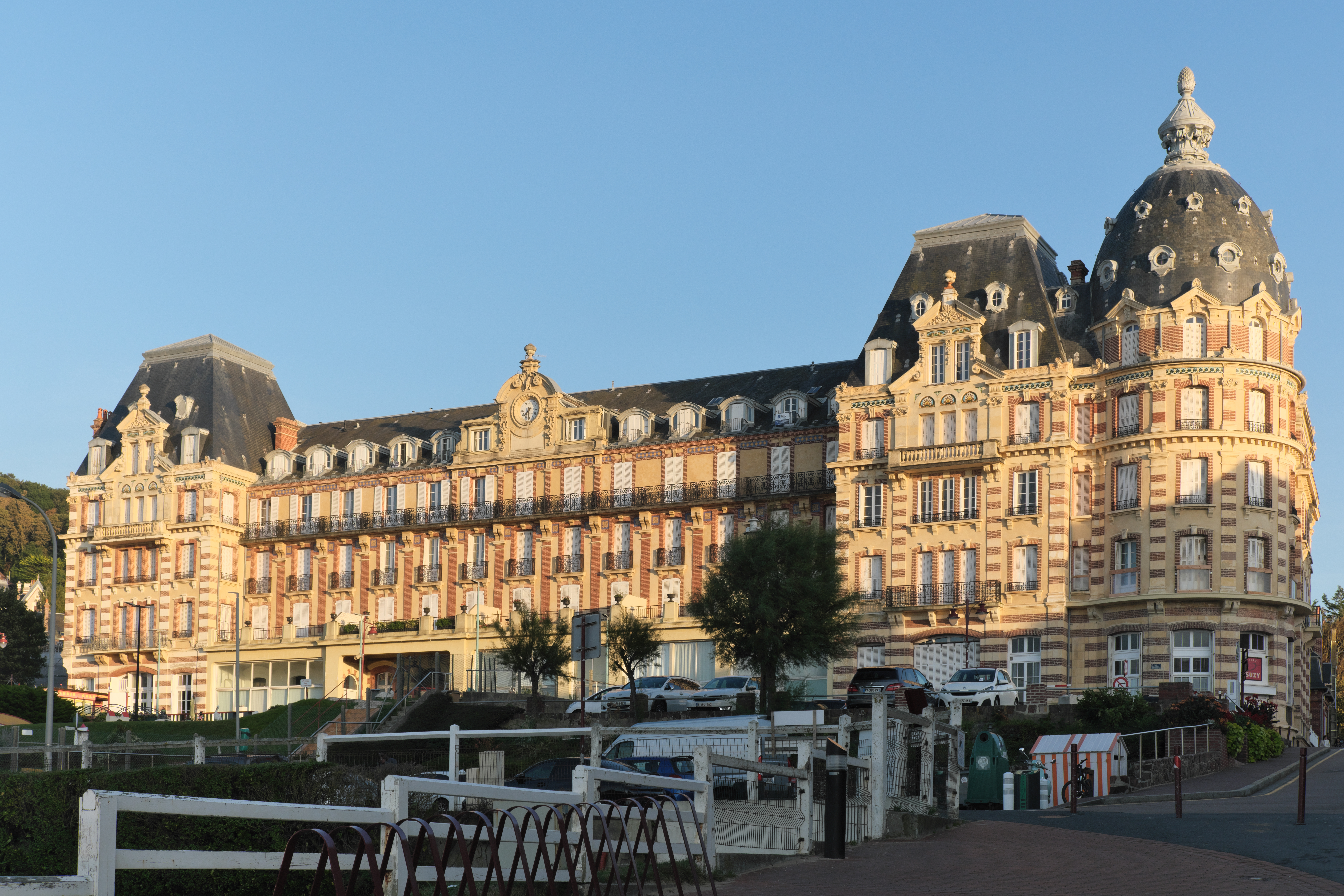
Grand Hôtel, Houlgate (1859)
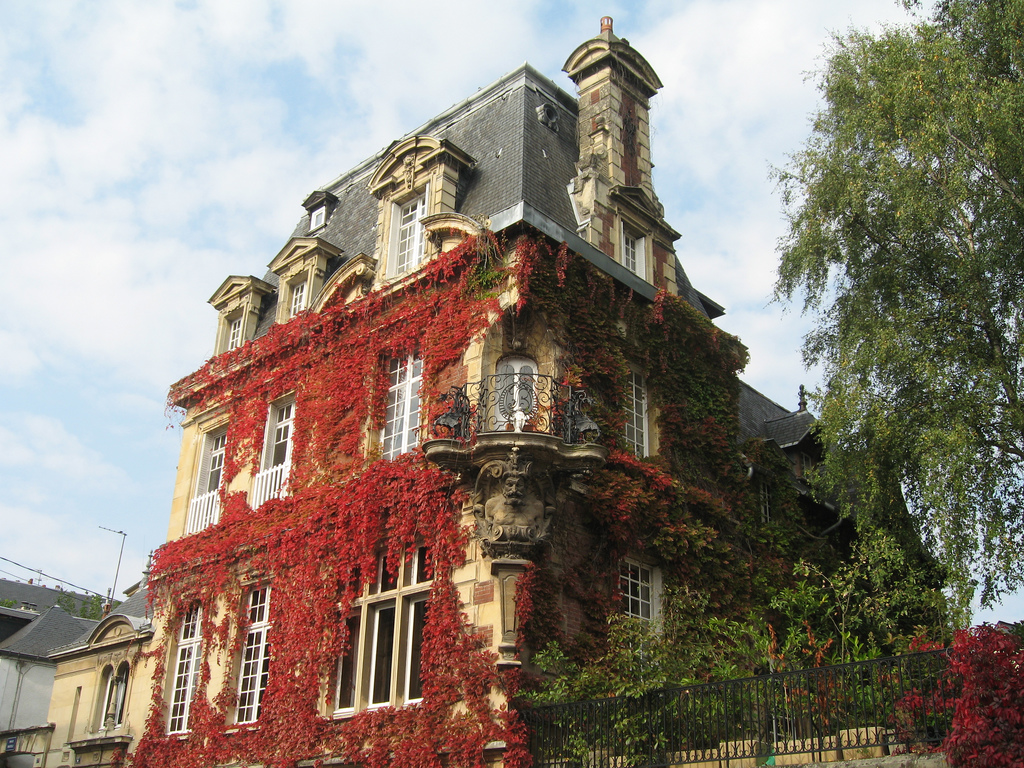
Villa Baumier, Caen (1885)